# Fetty Wap
Willie Maxwell (Paterson, Nova Jersey 7 de junho de 1991), mais conhecido pelo seu nome artístico Fetty Wap, é um rapper, cantor e compositor americano. Ele chegou à fama em 2014 com seu single "Trap Queen", que foi um sucesso inesperado, alcançando a segunda posição no US Billboard Hot 100 Chart em maio de 2015, seguidos pelos seus singles "679" e "My Way" que estavam também entre os Top 10. Wap assinou com a 300 Entertainment em novembro de 2014 e lançou seu primeiro álbum de estúdio intitulado "Fetty Wap" em setembro de 2015. Ele também foi escolhido como parte da revista XXL 2015 Freshman Class.

## Biografia
Willie Maxwell nasceu em 7 de Junho de 1991 e cresceu em Paterson, New Jersey. Ele começou seu interesse pela música em 2013. Inicialmente apenas como compositor, mais tarde ele decidiu começar a cantar também porque ele "queria fazer algo diferente ". Ele foi apelidado de "Fetty" (gíria para dinheiro), pois ele era conhecido por fazer dinheiro. "Wap" foi adicionado ao final do nome em homenagem ao apelido de Gucci Mane, GuWop. Quando era criança, Maxwell desenvolveu glaucoma em ambos os olhos. Ele revelou em uma entrevista de 2015 que os médicos foram incapazes de salvar seu olho esquerdo e, então fazendo assim uma prótese ocular.

## Carreira musical
O primeiro single de Wap foi lançado no início de 2014 intitulado "Trap Queen". Ele gravou a canção em fevereiro de 2014, mas só começou a ganhar reconhecimento em meados de Novembro de 2014, e desde então tornou-se um disco de platina e tem mais de 80 milhões de visualizações no SoundCloud. Seu álbum de estreia, Fetty Wap foi originalmente previsto para ser lançado em fevereiro de 2015, mas foi adiado porque ele continuou a criar novas músicas. Em 29 de junho, 2015, Wap lançou seu segundo single "679". A canção que acompanha videoclipe estreou em maio no YouTube, antes de ser lançado comercialmente. Seu próximo single, "My Way", tornou-se seu segundo Top 10 a entrar no Billboard Hot 100. Posteriormente, "679" havia alcançado o Hot 100 top 10 atingindo o número quatro.
Durante a semana de 26 de julho de 2015 a 1 de Agosto, 2015, o rapper alcançou marcas na Billboard antes alcançadas outros rappers como Eminem e Lil Wayne. Ele se tornou o primeiro rapper masculino com três músicas ocupando o Top 20  no Billboard Hot 100 chart desde de a última vez que Eminem fez em 2013. Ele também se tornou o primeiro rapper masculino em quatro anos a ter singles simultâneos chegar ao top 10 do mesmo chart a última vez em que Lil Wayne fez isso em 2011. Com o seu quarto single "Again", Wap tornou-se o primeiro em 26 anos de história do chart  Hot Rap em que suas músicas de estreia ocuparam o top 10 juntas
O álbum de estreia de Fetty Wap foi lançado dia 25 de Setembro de 2015. Estreiou como número 1 no Billboard 200 chart. Wap recebeu duas indicações ao 8th Grammy Awards.

## Discografia
- Fetty Wap (2015)